# Saint-Clément-sur-Valsonne
Saint-Clément-sur-Valsonne là một xã thuộc tỉnh Rhône trong vùng Auvergne-Rhône-Alpes phía đông nước Pháp. Xã này nằm ở khu vực có độ cao trung bình 408 mét trên mực nước biển.